# Flik 65D
A Fliegerkompanie 65D vagy Divisions-Kompanie 65 (rövidítve Flik 65D, magyarul 65. felderítőszázad) az osztrák-magyar légierő egyik repülőszázada volt.

## Története
A századot az ausztriai Straßhofban állították fel és 1917. december 10-én irányították az olasz frontra, Santa Giustinába. 1918 nyarán a 6. hadsereg kötelékében vett részt a sikertelen Piave-offenzívában; ekkor San Giacomo di Veglia tábori repülőterén volt a bázisa. A visszavonulással végződő csata után Cordenonsba vonták vissza.
A háború után a teljes osztrák légierővel együtt felszámolták.

## Századparancsnokok
- Franz Ruprecht von Wahrland százados
- Kammerloher Ottó főhadnagy

## Századjelzés
A 6. hadseregben elrendelték a repülőszázadok megkülönböztető jelzéseinek használatát: ennek alapján a Flik 65D repülőgépeinek keréktárcsájára fekete-fehér gyűrűket; a megfigyelőfülke mögött pedig függőleges, fekete-fehér-fekete törzsgyűrűket festettek fel. 

## Repülőgépek
- Hansa-Brandenburg C.I